# 埃舍南
埃舍南（法語：Échenans）是法国杜省的一个市镇，位于该省东北部，属于蒙贝利亚尔区。该市镇总面积1.7平方公里，2009年时的人口为126人。

## 人口
埃舍南人口变化图示